# Fjodor Andrianowitsch Poletajew

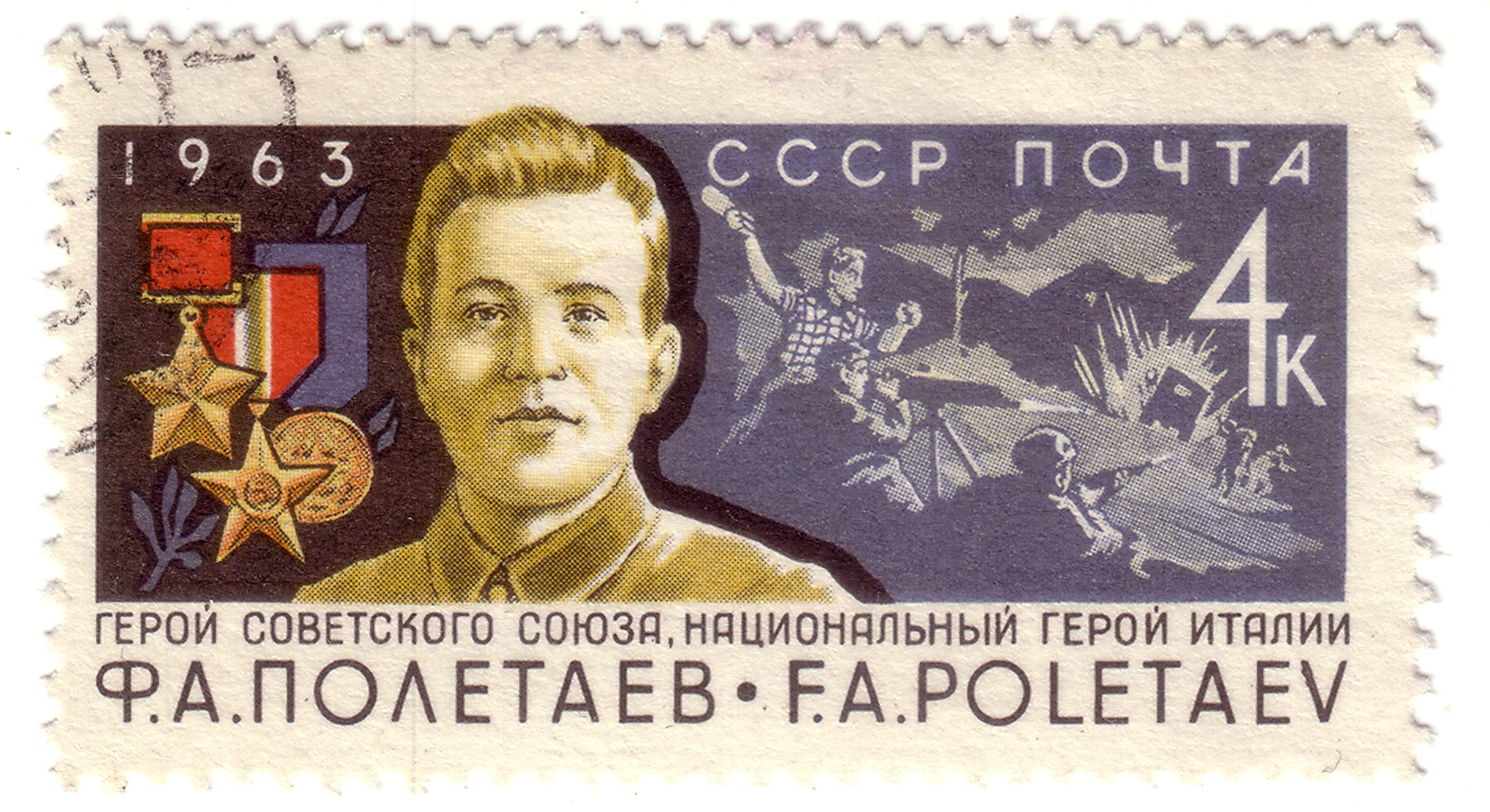
Fjodor Andrianowitsch Poletajew (Briefmarke der Post der UdSSR 1963)

Fjodor Andrianowitsch Poletajew (russisch Фёдор Андрианович Полетаев; * 1. Maijul. / 14. Mai 1909greg. in Katino (Rajon Skopin), Gouvernement Rjasan; † 2. Februar 1945 bei Cantalupo Ligure) war ein russischer Soldat und Mitglied der italienischen Resistenza.

## Leben
Der Bauernsohn Poletajew begann 1923 in Elektrogorsk als Lastträger beim Torfabbau zu arbeiten. 1929 heiratete er Marija Nikanorowna Kalinina. 1931 kehrte er mit seiner Frau nach Katino zurück, wo seine Tochter Alexandra geboren wurde.
Im Herbst 1931 wurde Poletajew zur Roten Armee eingezogen. Er diente im Artillerieregiment der Moskauer Proletarischen Schützendivision und wurde zum Schmied ausgebildet. Nach seiner Entlassung 1933 ging er mit Frau und Kindern (1932 war sein Sohn Mischa geboren) nach Staromyschastowskaja, wo er als Schmied arbeitete. Wegen Erkrankung der Kinder musste die Familie 1935 nach Katino zurückkehren. Sohn Mischa starb an Poliomyelitis, während Tochter Schura taubstumm wurde. Drei weitere Kinder wurden geboren.
Nach Beginn des Deutsch-Sowjetischen Krieges wurde Poletajew wieder eingezogen und diente im 28. Gardeartillerieregiment der 9. Gardeschützendivision. Er nahm an der Schlacht um Moskau teil und im Frühjahr und Sommer 1942 an den Kämpfen am Don. Nachdem im Juni 1942 Teile der Division eingeschlossen waren, wurde Poletajew im Juli schwer verletzt. Sein weiteres Schicksal war zunächst unklar. Schließlich geriet er in deutsche Gefangenschaft. Er durchlief die Lager Wjasma, Berdytschiw, Mielec und kam in das Lager bei Slavonski Brod. Im März 1944 flüchtete er mit einer Gruppe von Kriegsgefangenen, wurde aber bald wieder eingefangen und mit einem Arbeitskommando nach Tortona in Italien geschickt.
Im Juli 1944 gelang Poletajew mit anderen russischen Gefangenen die Flucht mit Hilfe italienischer Kommunisten. Er schloss sich den Partisanen des Ligurischen Apennins an, bei denen er Fiodor Poetan genannt wurde. Er kam zu einer italienisch-russischen Sabotage-Gruppe der 798ª Brigata „A. Mazzarello“. Im Oktober wurde die Brigata in die 58ª Brigata „Oreste“ der Divisione Garibaldi „Cichero“ überführt, und Poletajew kam zur Gruppe „Nino Franchi“, die im Borbera-Tal bei Roccaforte Ligure Stellung bezog. In den Kämpfen um Cantalupo Ligure wurde er bei der Abwehr zum Schutz seiner Kameraden Anfang Februar 1945 getötet.

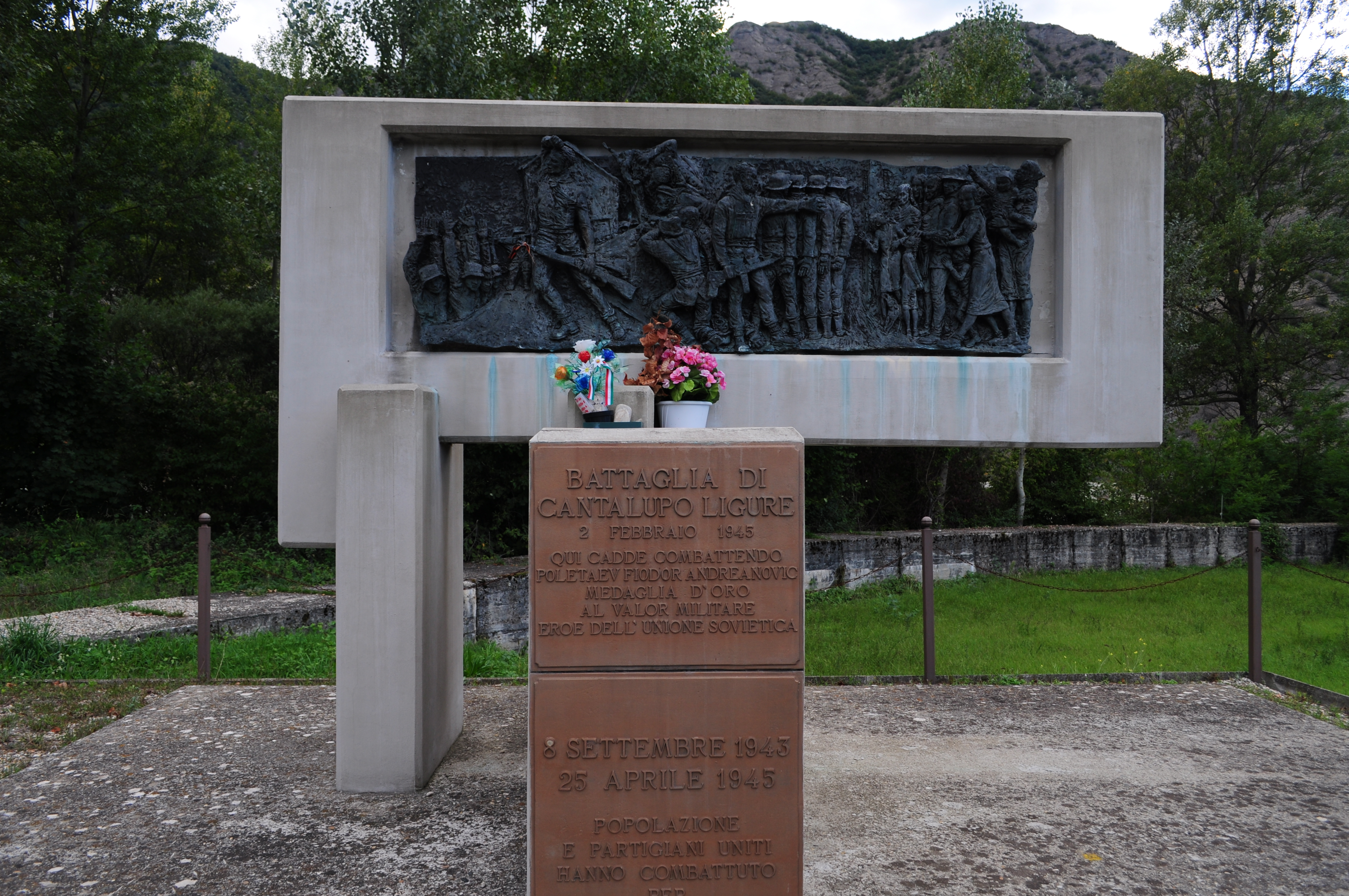
Poletajew-Denkmal, Cantalupo Ligure

Poletajew wurde zunächst in Rocchetta Ligure und dann nach dem Krieg in Genua auf dem Monumentalfriedhof Staglieno im Campo della Gloria begraben. In Cantalupo Ligure wurde für ihn eine Gedenkstele aufgestellt.
1945 wurden Poletajew und drei anderen sowjetischen Partisanen als einzige Ausländer postum die Medaglia d’oro al valor militare verliehen. Erst nachdem Sergei Sergejewitsch Smirnow anhand von Dokumenten und Fotografien bewiesen hatte, dass Fjodor Poetan identisch mit dem sowjetischen Soldaten Fjodor Andrianowitsch Poletajew war, ernannte das Präsidium des Obersten Sowjets 1962 Poletajew zum Helden der Sowjetunion und verlieh ihm postum den Leninorden. 1963 wurde Poletajews Familie nach Genua eingeladen, die dann am 2. Februar 1963 in Begleitung des sowjetischen Botschafters in Genua ankam. 1963 produzierte Wiktor Petrowitsch Lissakowitsch einen Dokumentarfilm über Poletajew, der beim Internationalen Leipziger Festival für Dokumentar- und Animationsfilm 1963 die Silberne Taube gewann. 1970–1971 schuf Wladimir Jefimowitsch Zigal in Rjasan mit dem  Architekten Lew Grigorjewitsch Golubowski ein monumentales Poletajew-Denkmal. Ein von Ansaldo in Genua gebauter sowjetischer Tanker bekam Poletajews Namen. 1978 ließ der Bürgermeister von Cantalupo Ligure Carniglia mit Unterstützung eines Partisanenkommandanten den Bildhauer und Partisanen Nicola Neonato ein Denkmal für Poletajew errichten. Ein weiteres monumentales Denkmale wurde in Krasnogorsk in Usbekistan errichtet (2014 entfernt). Straßen in Lipezk, Moskau, Miass, Skopin, Czernowitz, Mariupol, Karaganda, Temirtau, Tuapse und Rjasan wurden nach Poletajew benannt, und in Genua gibt es eine Via Fiodor.